# Roba Music Verlag
Der Roba Music Verlag ist ein unabhängiger deutscher Musikverlag. Das Unternehmen wurde 1969 von Rolf Baierle in Hamburg gegründet und ist mit ausländischen Vertretungen weltweit aktiv.

## Geschichte
Das Unternehmen erwarb einige deutsche und internationale Musikverlage. So unter anderem den ehemaligen volkseigenen Musikverlag Lied der Zeit, der die Rechte an fast dem gesamten Unterhaltungsliedgut der DDR auf sich vereinte. Darunter waren auch bekannte Melodien wie die Melodie von Unser Sandmännchen und einen Großteil des Repertoires des DDR-Schlagerstars Frank Schöbel. Außerdem wurde die European Publishing Company übernommen, die eine Vielzahl bekannter deutscher Schlagermelodien vertritt.
Von den Roba-Musikverlagen vertretene Evergreen-Songs wie Y.M.C.A. oder Go West, finden sich in den alljährlichen Top-Listen der GEMA und gehören damit zu den meistgespielten Werken in Deutschland. Außerdem nutzen eine Vielzahl von deutschen Filmproduktionen die Rechte der Roba-Musikverlage. So unter anderem für Einspielungen in Abwärts, Die Venusfalle, Caipiranha, Der kleine Eisbär, Good Bye, Lenin! und Bang Boom Bang.

### Zusammenarbeit mit Imagem
Im April 2008 übernahm die Verlagsgruppe über den Imagem-Musikverlag die Auswertung der Verlagsrechte aus den ehemaligen Katalogen von Zomba UK/US, Rondor UK, 19 Music/Songs und BBC Music für Deutschland. Durch den Vertragsabschluss vertritt Roba nunmehr u. a. die Songrechte von: Justin Timberlake, Linkin Park, R. Kelly, Britney Spears, Backstreet Boys, *NSYNC, Nas, Ne-Yo, Shania Twain, Mutt Lange (Bryan Adams, Céline Dion), Iron Maiden, Billy Ocean, Daft Punk, Korn und Macy Gray. Dazu gehören weiterhin die Kompositionen der Kaiser Chiefs, Sophie Ellis Bextor, William Orbit (Madonna), Leo Sayer, Nik Kershaw, Hammond & Hazlewood sowie berühmte TV-Hymnen wie die DSDS-Fanfare.

### Kauf Gerig-Verlagsgruppe
Im August 2022 erwarb der Roba Music Verlag mit Hilfe eines Investors die Verlagsgruppe Hans Gerig aus Bergisch Gladbach bei Köln, die über ein mehr als 30.000 Musiktitel umfassendes Repertoire an Schlagern und Karnevalsliedern verfügt. 

## Künstler (Auswahl)
- Madonna
- Black Eyed Peas
- Pink
- Elvis Presley
- Sean Paul
- Fugees
- Village People
- Céline Dion
- Anastacia
- Aretha Franklin
- Mary J. Blige
- Jessica Simpson
- Donna Summer
- Luther Vandross
- Janet Jackson
- Tokio Hotel
- Udo Lindenberg
- Roland Zoss
- Münchener Freiheit
- Howard Carpendale
- Die Flippers
- Pouya Saraei